# 春潮爛漫海棠紅
《春潮爛漫海棠紅》（英語：Educating Mandy），又名《曼蒂的覺醒》，是一部由Traci Lords主演的美國色情片，發行時間是1985年。

## 製作
導演：Royce Shepard
編劇：Will Kelly
監製：Jim Reynolds
發行日期：1985年
地點：美國
類型：色情
時間：80分鐘

## 情節
年輕貌美的曼蒂和泰德先生是一對老夫少妻，看似生活美滿，卻不料一日發現丈夫與辦公室的秘書「偷歡」。曼蒂不悅之中找到好姐妹們，想痛訴苦衷時，姐妹們不但沒有驚訝，反而告訴她不必在意，不要傷心，自己身上就有很多「偷歡」趣事。曼蒂終於放開腳步，開啟了自己快樂的生活。

## 演员
- Traci Lords : 曼蒂
- 哈里·里姆斯 : 泰德先生(曼蒂丈夫)
- Christy Canyon : 海伦
- Heather Wayne :  维姬
- Gina Valentino : 泰德的秘书
- 彼得·諾斯 : 吉姆 (律师)
- 罗恩·杰里米 :客户
- Ken Starbuck : 游泳池员工
- François Papillon : 游泳池员工
- Craig Roberts : 水管维修工